# Tarentola raziana
Espèce
Synonymes
- Tarentola caboverdianus razianus Schleich, 1984
- Tarentola caboverdiana raziana Schleich, 1984

Statut de conservation UICN

 NT  : Quasi menacé
Tarentola raziana est une espèce de geckos de la famille des Phyllodactylidae.

## Répartition
Cette espèce est endémique des îles du Cap-Vert. Elle se rencontre sur les îles de Santa Luzia, de Branco et de Raso.

## Taxinomie
Tarentola caboverdiana raziana a été élevée au rang d'espèce par Vasconcelos, Perera, Geniez, Harris & Carranza en 2012.

## Publication originale
- Schleich, 1984 : Die Geckos der Gattung Tarentola der Kapverden (Reptilia: Sauria: Gekkonidae). Courier Forschungsinstitut Senckenberg, vol. 68, p. 95-106.